# روبرت جاكسون (قاضي)
روبرت جاكسون (بالإنجليزية: Rupert Jackson)‏ هو قاضي بريطاني، ولد في 7 مارس 1948.